# سینگ (نام خانوادگی)

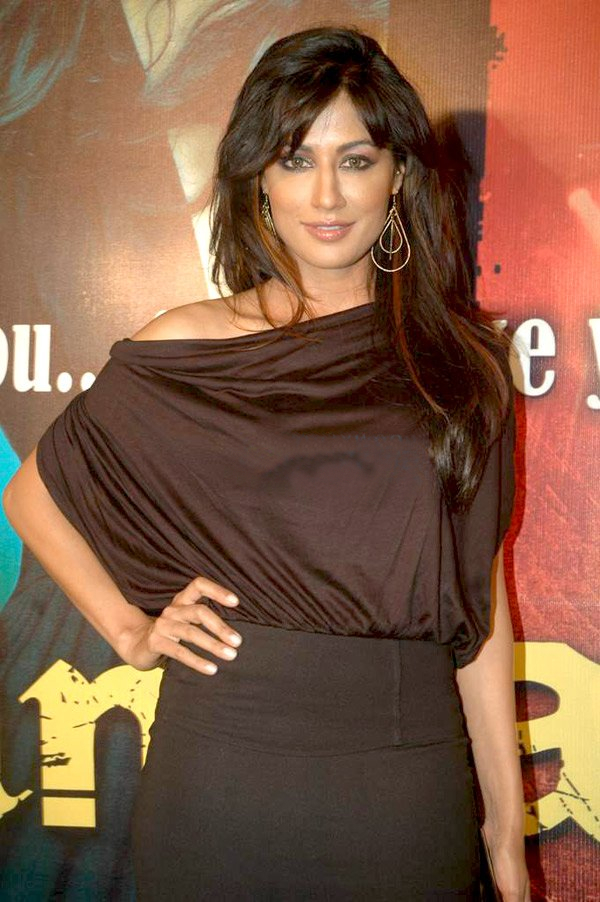
چیترانگدا سینگ، هنرپیشه هندی

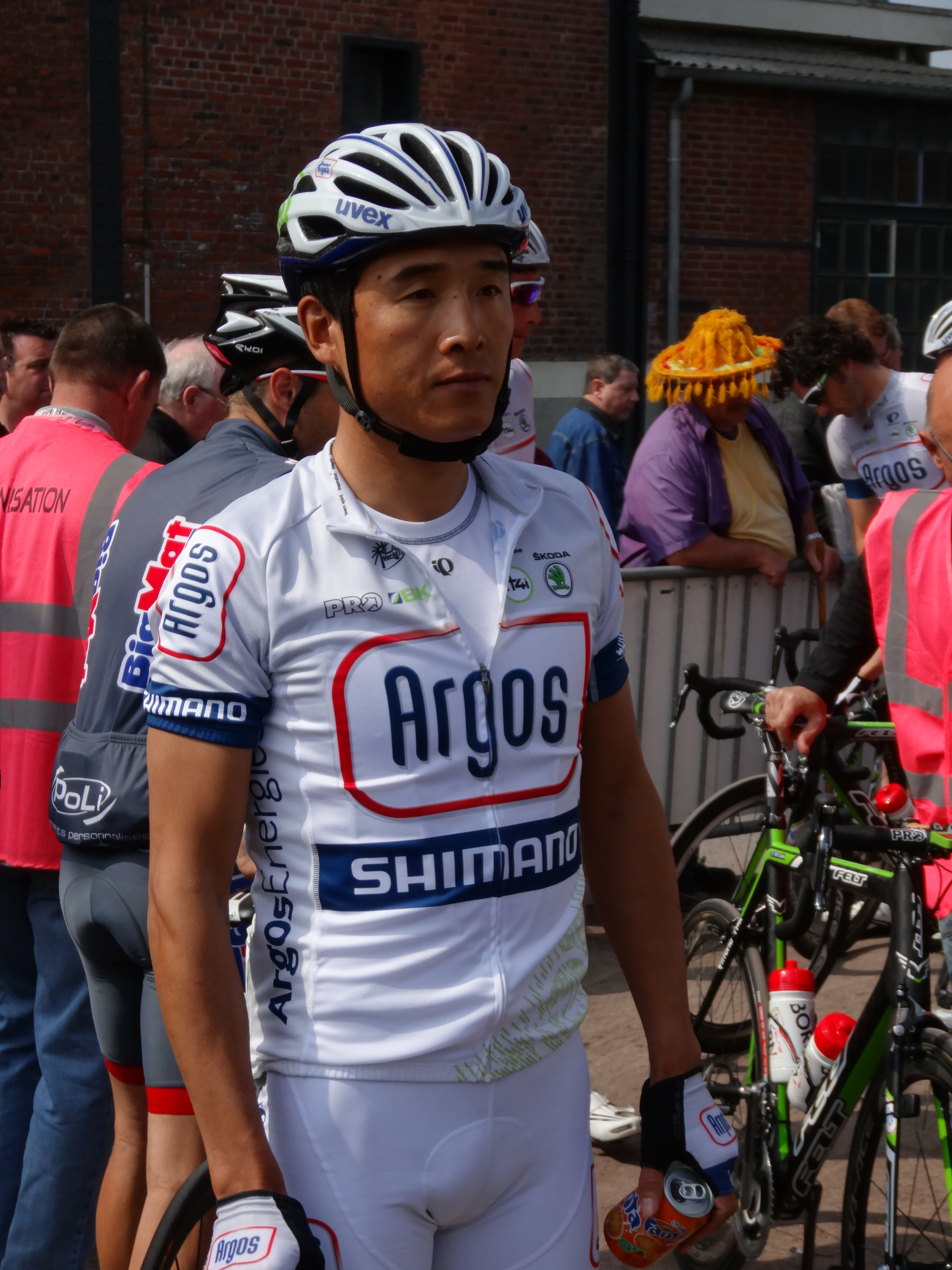
یان دونگ سینگ، ورزشکار دوچرخه‎سوار چینی

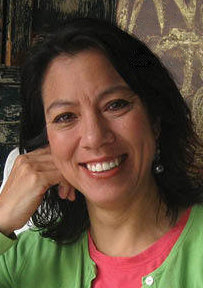
ساندرا سینگ لو، نویسنده آمریکایی و استاد سابق دانشگاه کالیفرنیا

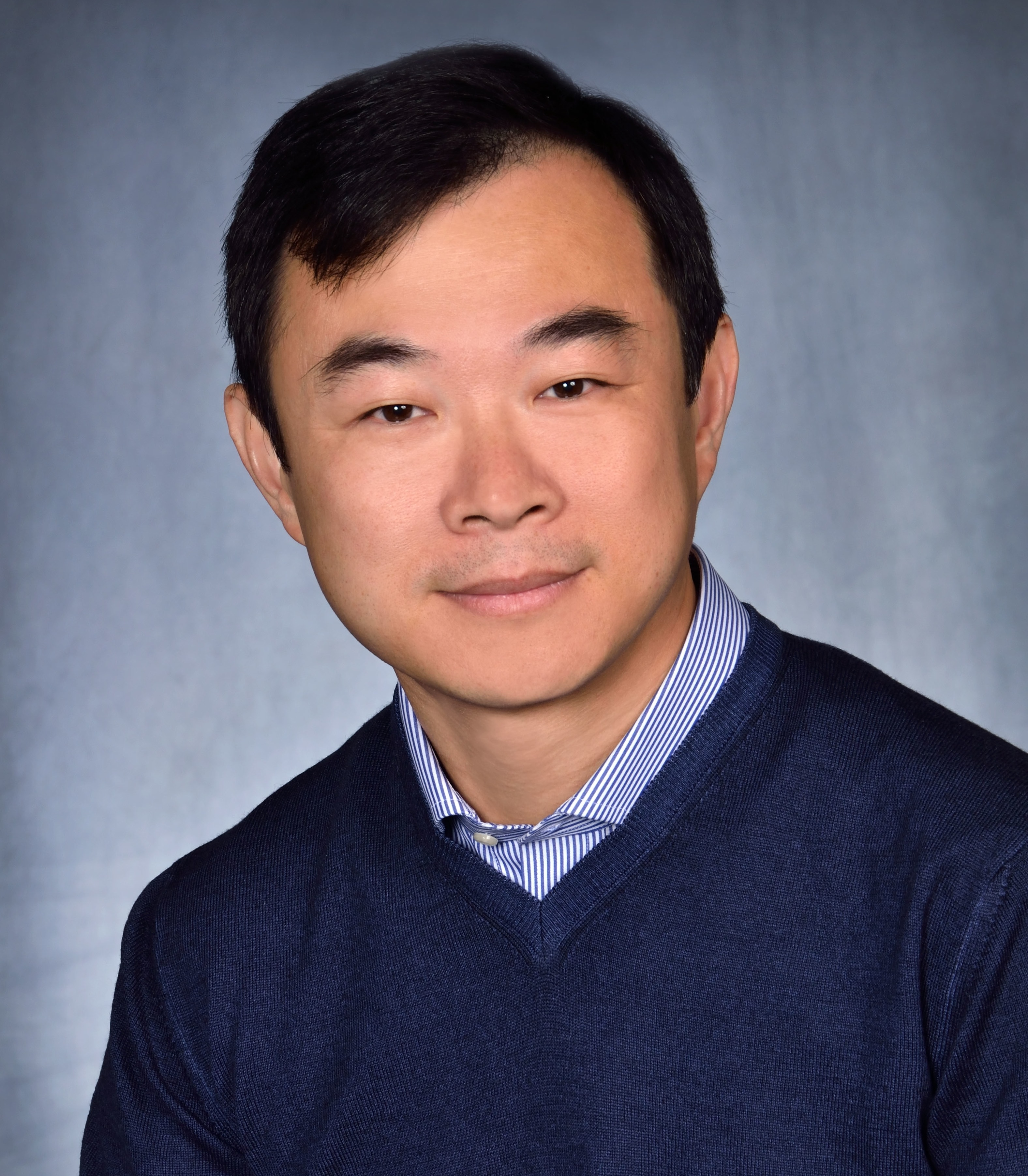
اریک سینگ، متخصص هوش مصنوعی

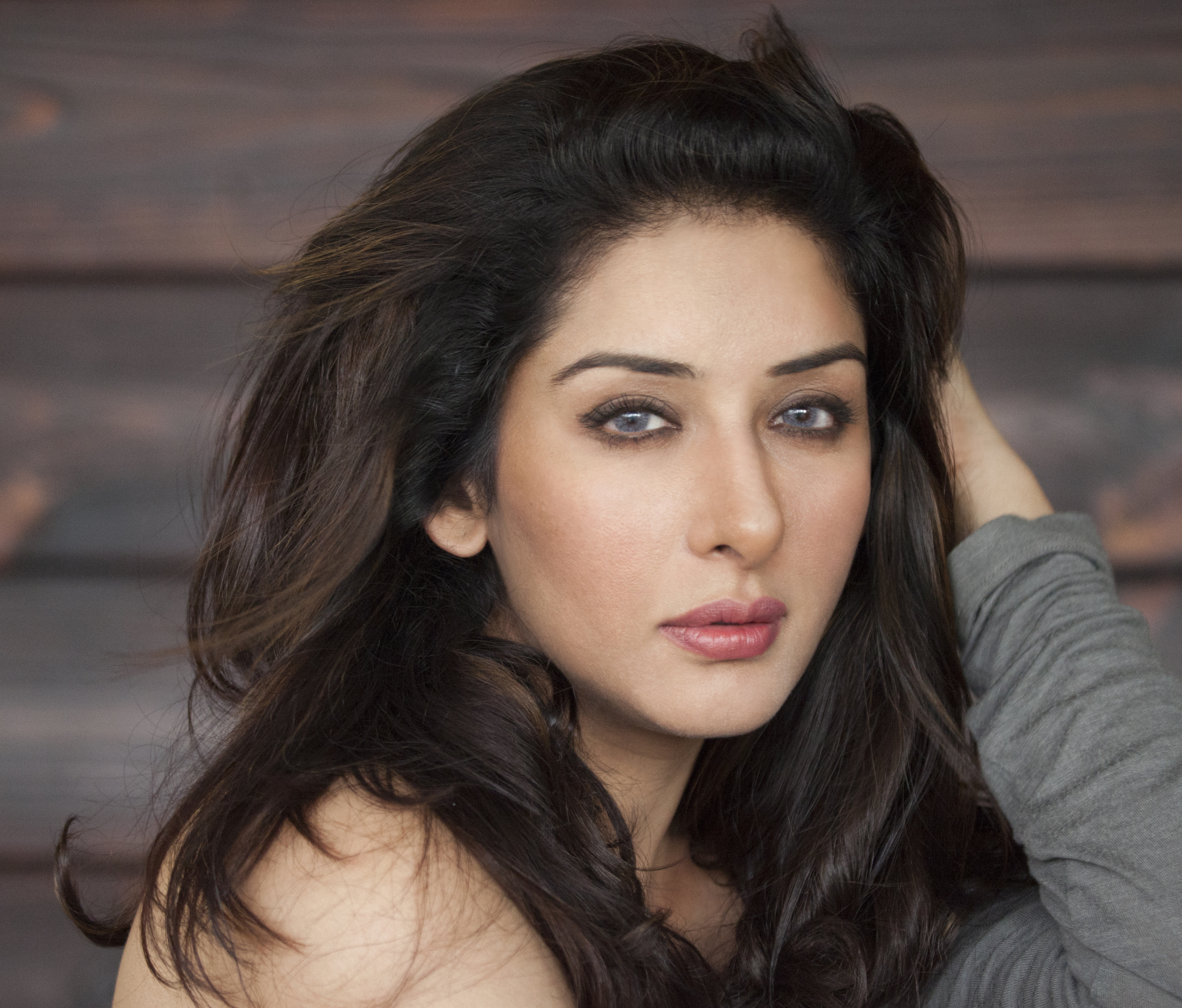
سمکشا سینگ، هنرپیشه هندی

سینگ نام خانوادگی چینی، تایوانی، هندی، نپالی و بوتانی است.  سینگ ممکن است املای چند نام خانوادگی چینی باشد که معروف‌ترین آن‌ها چنگ (成 اما نه 程)، با املای Sing یا Shing بر اساس تلفظ کانتونی (Yale: Sìhng؛ Jyutping: Sing4؛ IPA: /sɪŋ²¹/) است. همچنین سینگ می‌تواند یکی از املاهای نام خانوادگی Xing باشد (به شکل Hsing ) که به گفته Yuanhe Xing Zuan، سینگ از جی (姬)، خانواده سلطنتی سلسله ژو در چین سرچشمه گرفته است و جز ۱۰ نام اصلی چینی‌ها محسوب میشود. 

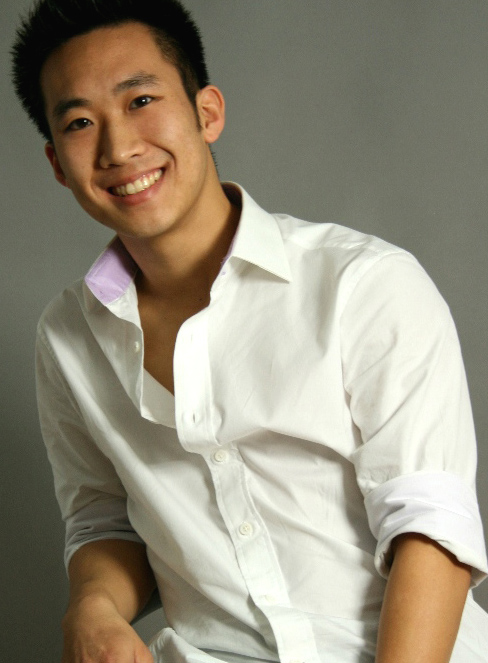
آلفرد سینگ، هنرپیشه آمریکایی چینی‌تبار

شکل هندی آن (سانسکریت: सिंह) یک لقب، میان‌نام یا نام خانوادگی است که در جنوب و جنوب شرق آسیا رواج دارد. این کلمه در زبان سانسکریت به معنای شیر است که در بخش های شمالی هند و سرزمین هیمالیایی در نپال و بوتان رواج دارد. ‌

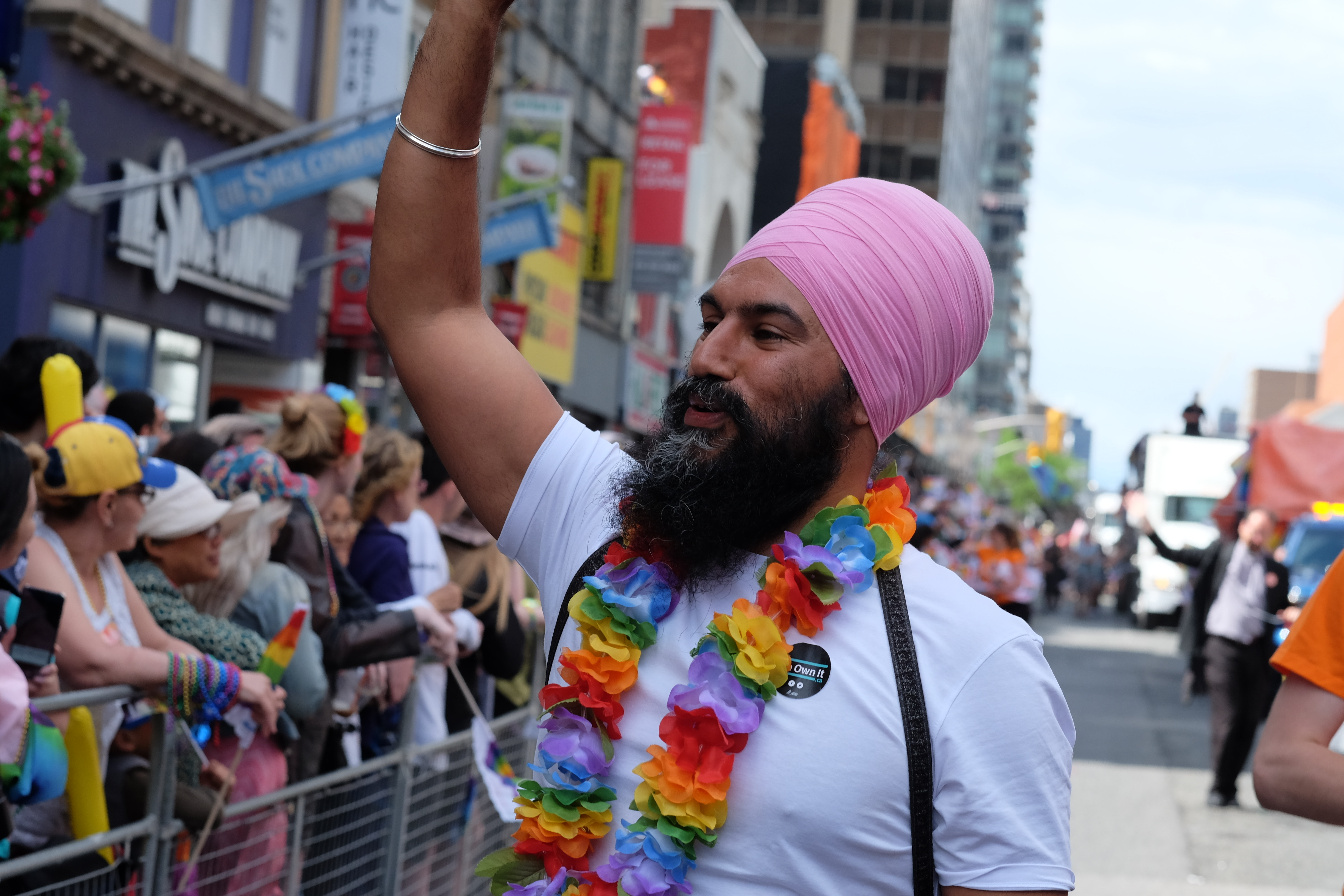
جاگمیت سینگ، رهبر حزب دموکراتیک جدید کانادا

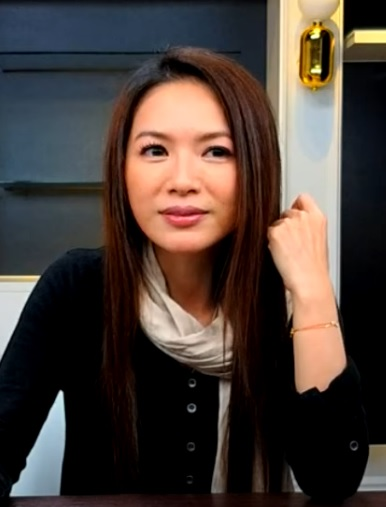
سینگ هویه، هنرپیشه تایوانی

شیر برفی گنگ سینگ (تبتی: གངས་སེང་གེ་)  به‌عنوان نماد تبت (حیوان آسمانی تبت) و یکی از چهار کرامت بودا است که از واژه سانسکریت سینگ به معنای شیر مشتق شده است.

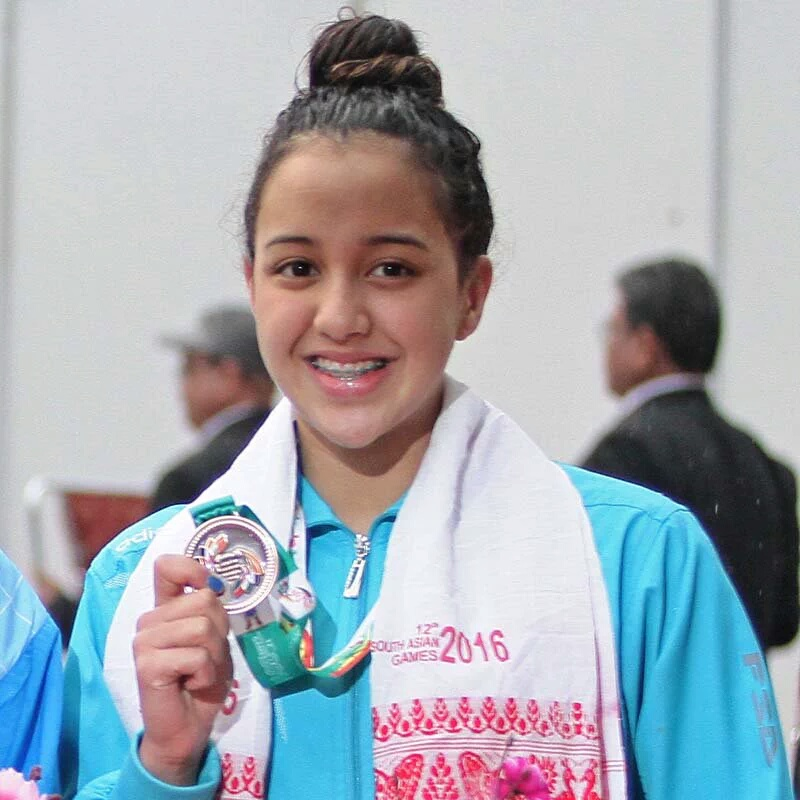
گائریکا سینگ، شناگر تیم المپیک نپال

برای نمونه چینی این نام خانوادگی می‌توان از سینگ فوی اون (成奎安؛ 1 فوریه 1955 - 27 اوت 2009)  هنرپیشه هنگ کنگی یاد کرد که بیشتر برای نقش های مکمل خود در سینمای هنگ کنگ شناخته می‌شد. نمونه‌های هندی ثبت‌شده از نام‌هایی که به «سیمها یا سینگ» ختم می‌شدند، نام دو پسر فرمانروای ساتراپ‌های باختری رودرامان در قرن دوم میلادی هستند. ماتهابار سینگ تاپا نخست وزیر نپال و فرمانده کل ارتش نپال (1843-1845) اولین حاکم نپال بود که طبق کنوانسیون بریتانیا به عنوان نخست‌وزیر معرفی شد. 

## مشاهیر
برخی از افراد سرشناسی که از این نام خانوادگی استفاده می‌کنند:

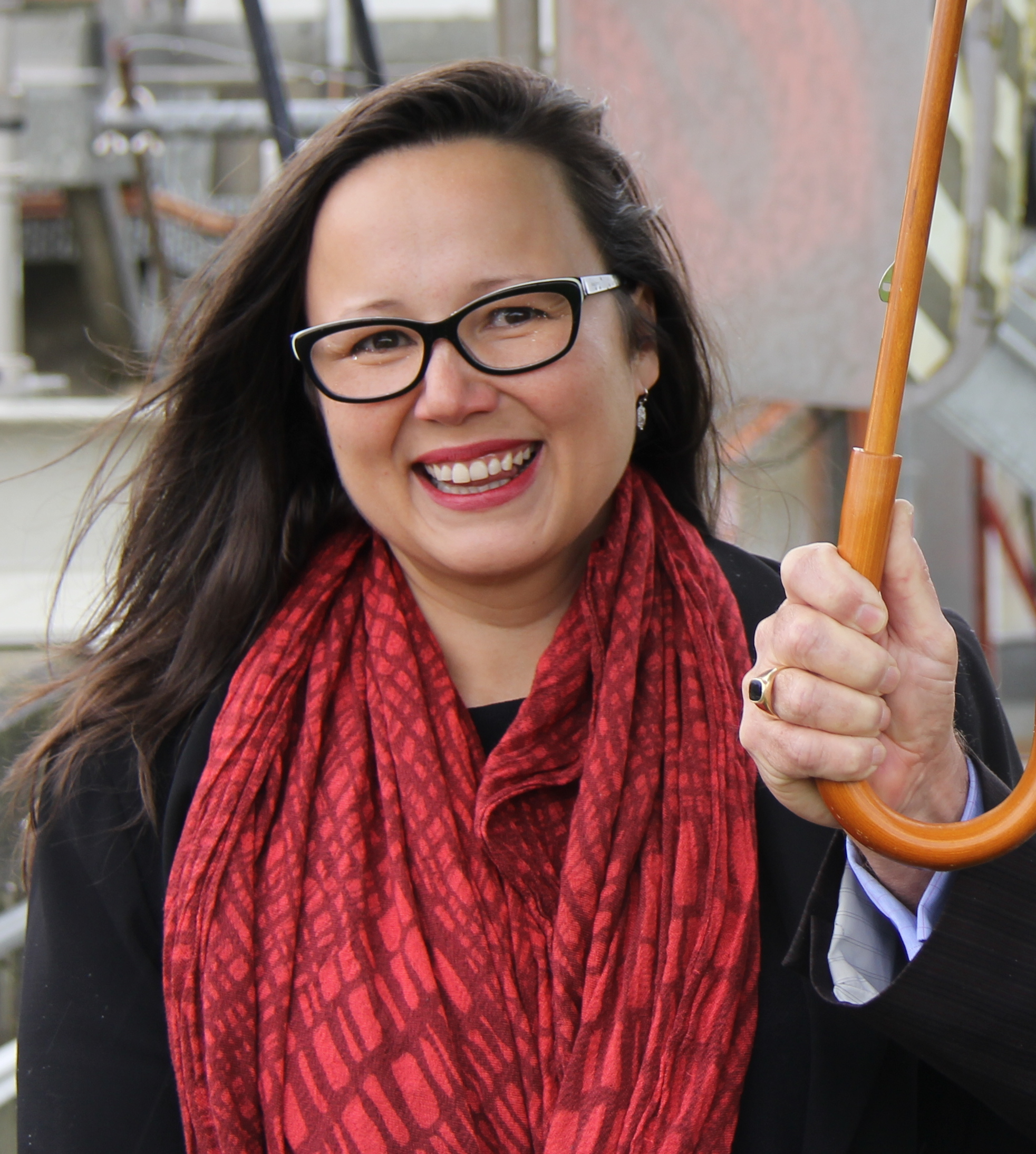
هریت سینگ، وزیر استرالیایی و سیاستمدار

- اریک سینگ
- سینگ هویه
- سینگ فی
- آرچانا پوران سینگ
- سینگ فوی اون
- هریت سینگ
- سینگ یونگ
- آمریتا سینگ
- امید سینگ
- چودهاری چاران سینگ
- رانویر سینگ
- گورو گوبیند سینگ
- مانموهان سینگ
- نیتو سینگ